# Klipprelief

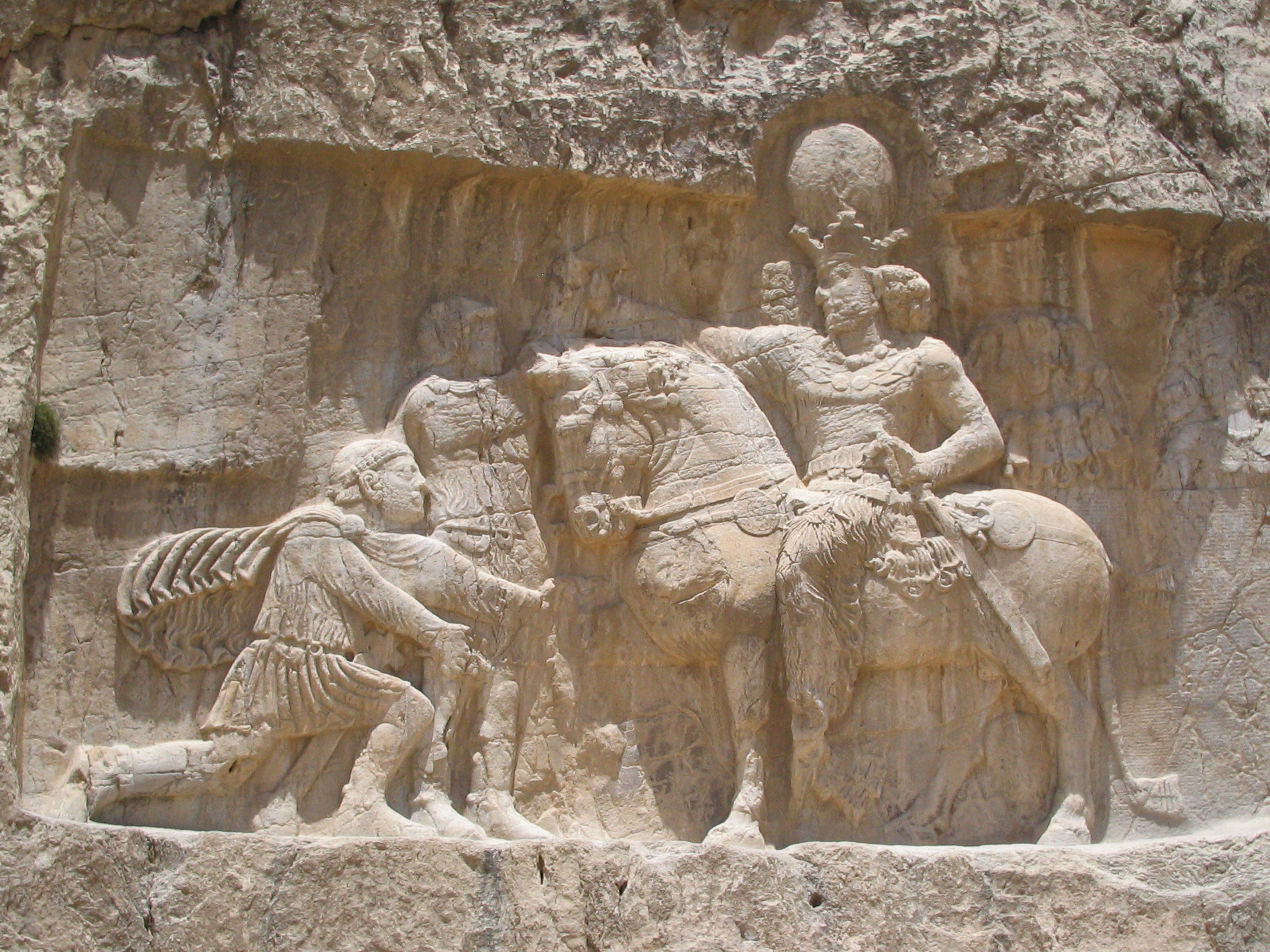
Shahpour I:s seger över kejsar Valerianus i slaget vid Edessa år 260. Klipprelief vid Naqsh-e Rustam i nuvarande Iran.

En klipprelief är en reliefskulptur som är ristad på en fast eller "levande sten" som en klippa, istället för på ett fristående stycke sten. De tillhör kategorin hällmålningar, och återfinns ibland som en del av, eller i samband med, bergsarkitektur. De brukar dock inte finnas hos de flesta bergskonster, vilka istället fokuserar på inristningar och målningar av urtida människor. En del verk utnyttjar den naturliga formen hos stenen och använder den för att skapa en bild, men de räknas inte som konstgjorda reliefer. Klippreliefer har utförts hos många kulturer under människans historia, och var en särskilt viktig konstform hos de som levde i det antika Främre Orienten. Bergsreliefer är vanligtvis ganska stora, eftersom de skall beskådas utomhus. De flesta relieferna har figurer som är större än vad de är i verkligheten.
Klippreliefer anknyter normalt till andra typer av skulpturer från samma kultur och period, och förutom hettitiska och persiska exempel diskuteras de oftast som en del av det bredare motivtemat. Reliefer är vanligast på vertikala ytor, men återfinns även på horisontella ytor. Termen exkluderar vanligtvis ristningar inuti grottor, oavsett om de är naturliga eller konstgjorda, vilka är vanliga inom indisk klipparkitektur. Naturliga bergsformationer som utförs till statyer eller andra skulpturer, som sfinxen i Giza, exkluderas också. Reliefer på större stenar på naturliga platser, som İmamkullureliefen, inkluderas oftast, men mindre stenar kallas istället för stele eller ristade ortostater. De flesta antika relieferna var antagligen ursprungligen målade över ett lager gips, vilket man har hittat spår av.
Det första kravet för en klipprelief är en lämplig stenvägg; en så gott som vertikal klippa minimerar arbetsbördan. Om klippan lutar bearbetar man den för att få en vertikal yta. En stor del av antika Främre Orienten hade många berg och klippor som passade för klippreliefer. Ett undantag var området Sumer, där all sten var importerad över stora sträckor; därför finns det enbart mesopotamiska klippreliefer längs med gränserna i regionen. Hettiterna och perserna var de främsta utförarna av klippreliefer i Främre Orienten.
Klippreliefer används inom vissa kulturer och saknas hos andra. På många av Nahr el-Kalbs minnesmärken, som är belägna 12 kilometer norr om Beirut, har framgångsrika kejserliga härskare ristat minnesmärken och inskriptioner. De antika egyptierna, det nyassyriska rikets och nybabyloniska rikets härskare infogade reliefbilder på sina monument, medan romerska, islamiska samt mera moderna härskare inte gjorde det, utan ristade på stenplattor som sedan fästes på en klippa.